# Saccharata proteae
Saccharata proteae är en svampart som först beskrevs av Elsie Maud Wakefield, och fick sitt nu gällande namn av Denman & Crous 2004. Saccharata proteae ingår i släktet Saccharata och familjen Botryosphaeriaceae.   Inga underarter finns listade i Catalogue of Life.